# NGC 7835
NGC 7835 (другие обозначения — PGC 505, MCG 1-1-31) — галактика морфологического класса S? в созвездии Рыб на эклиптике. Расположена на расстоянии около 535 миллионов световых лет от Млечного Пути, обладает диаметром около 75 тысяч световых лет. Галактика находится в одной области неба с галактиками NGC 7834, NGC 7837, NGC 7838, NGC 7840.
Этот объект входит в число перечисленных в оригинальной редакции «Нового общего каталога».